# Goniothalamus coriaceus
Goniothalamus coriaceus là loài thực vật có hoa thuộc họ Na. Loài này được Burck mô tả khoa học đầu tiên năm 1911.